# Aletshausen
Aletshausen település Németországban, azon belül Bajorországban. Lakosainak száma 1221 fő (2023. december 31.). Aletshausen Winzerwald és Krumbach községekkel határos.

## Népesség
A település népessége az elmúlt években az alábbi módon változott:
| Lakosok száma | 517  | 975  | 642  | 1036 | 1109 | 1105 | 1129 | 1138 | 1202 | 1221 |
|               | 1875 | 1950 | 1975 | 1987 | 2012 | 2014 | 2016 | 2017 | 2021 | 2023 |